# Chiêu Hiến Thái hậu
Chiêu Hiến Hoàng thái hậu (chữ Hán: 昭憲皇太后; 902 - 17 tháng 7, 961), là Hoàng thái hậu đầu tiên của nhà Tống với vai trò là sinh mẫu của Tống Thái Tổ Triệu Khuông Dận lẫn Tống Thái Tông Triệu Khuông Nghĩa.
Bà có vai trò đặc biệt trong sự tích [Kim quỹ chi minh; 金櫃之盟], được cho là do người con trai thứ hai của bà Tống Thái Tông ngụy tạo để cướp ngôi anh trai mình là Tống Thái Tổ một cách hợp pháp.

## Tiểu sử

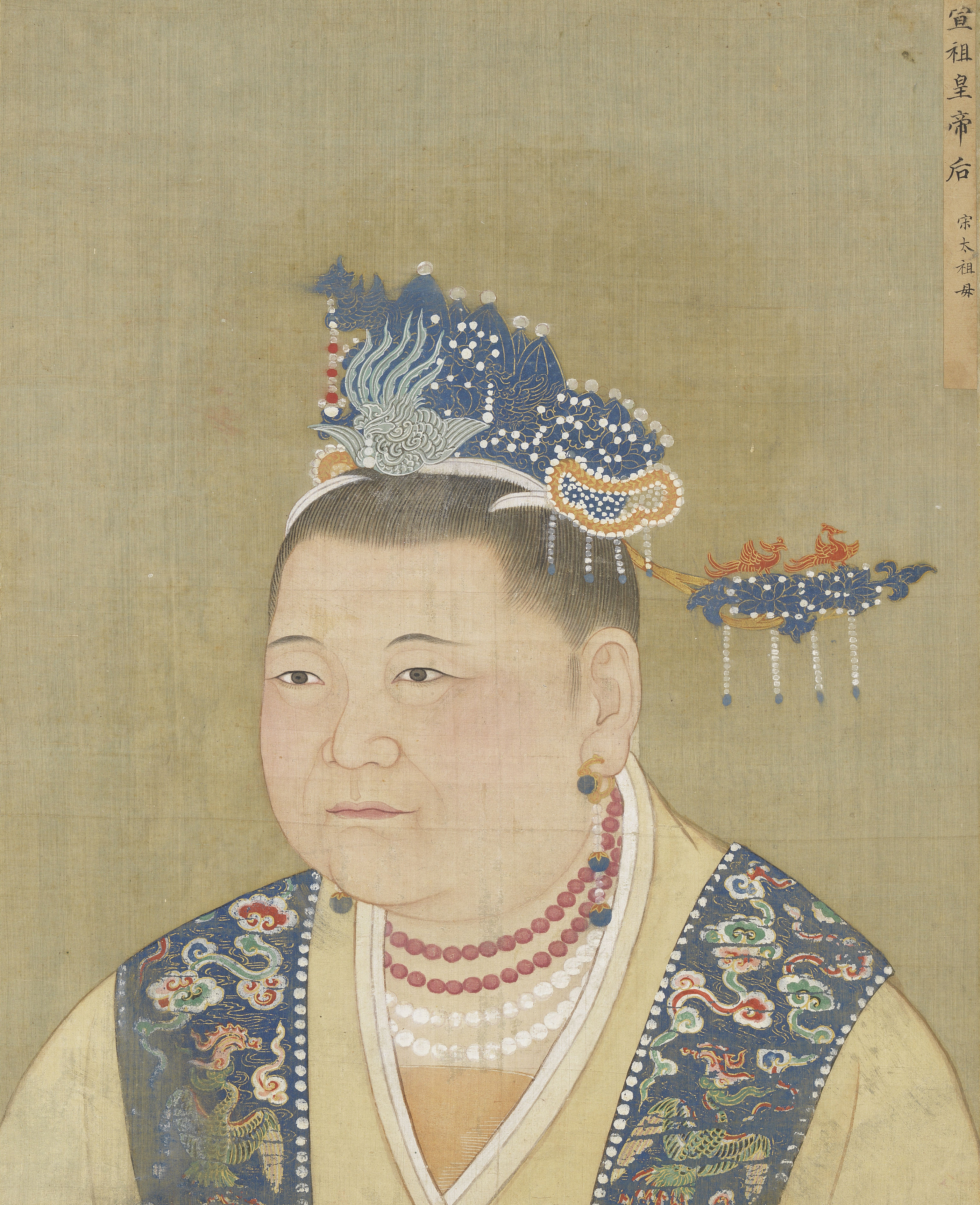
Chân dung của Đỗ Thái hậu.

Chiêu Hiến Thái hậu Đỗ thị, nguyên quán ở An Hỉ, Định Châu (nay là khu vực Tân Lạc, Thạch Gia Trang thuộc Hà Bắc, Trung Quốc), bà là con trưởng trong gia đình có 8 anh chị em của Thái sư Đỗ Sảng (杜爽), mẹ bà là Phạm thị, chính thất của Đỗ Sảng.
Khi đến tuổi trưởng thành, Đỗ thị được gả cho Triệu Hoằng Ân - khi ấy đang là một võ tướng dưới trướng của Vương Dung và sinh cho ông 7 người con. Bà được đánh giá là một người mẹ khá nghiêm khắc trong việc dạy con. Trong thời kì Hiện Đức của Hậu Chu, Triệu Khuông Dẫn, con trai bà, được phong Định Quốc quân Tiết độ sứ, bà do là thân phận một mệnh phụ, được triều đình Hậu Chu gia phong làm Nam Dương Quận Thái Phu nhân (南陽郡太夫人).
Năm Kiến Long nguyên niên (960), Triệu Khuông Dẫn nhân binh biến, buộc Hậu Chu Cung Đế khi đó mới 7 tuổi thoái vị, lập ra nhà Tống. Khi nghe tin, bà không tỏ ra ngạc nhiên mà chỉ nói: "Con ta luôn đầy tham vọng!". Sau khi Triệu Khuông Dẫn lên ngôi, gia tôn cho phụ thân miếu hiệu là Tuyên Tổ (宣祖), còn bà được tấn tôn làm Hoàng thái hậu, cung điện nơi bà cư ngụ gọi là Tư Đức điện (滋德殿).
Tuy con trai là Thiên tử, còn mình là Mẫu nghi thiên hạ nhưng bà lại tỏ vẻ không vui. Khi được hỏi lý do, bà đáp: "Ta nghe nói, làm vua không dễ. Nếu Hoàng đế lấy đức mà cai trị thì muôn dân quý trọng, nhưng nếu phạm sai lầm trong cách trị dân thì chính hắn cũng không thể làm một người dân thường. Đó là lý do tại sao ta lo lắng". Triệu Khuông Dẫn dập đầu xin nghe.

## Kim quỹ chi minh
Năm Kiến Long thứ 2 (961), mùa hạ, Thái hậu bệnh nặng sắp mất, đích thân Tống Thái Tổ hầu hạ thuốc thang cho bà. Khi bệnh nặng hơn, Thái hậu cho gọi các con lại để trăn trối.
Thái hậu hỏi: "Con có biết tại sao mình được làm Thiên tử không?", Tống Thái Tổ cho rằng là nhờ phước đức của tổ tiên. Bà đáp: "Không phải. Đó là do Hậu Chu Thế Tông đã đưa một đứa trẻ 7 tuổi lên ngôi. Nếu trao cho một người lớn tuổi hơn, liệu con có được làm vua hay không? Sau khi qua đời, con hãy truyền ngôi báu lại cho em con (tức Tống Thái Tông)". Tống Thái Tổ gật đầu mà nước mắt tuôn trào. Những lời nói của bà được ghi lại và niêm phong trong một cái hộp vàng.
Sự kiện này về sau được người đời gọi là [Kim quỹ chi minh; 金櫃之盟]. Sau này, năm 1940, các học giả Đặng Quảng Minh, Trương Ấm Lân cho rằng "Kim quỹ chi minh" là hư cấu. Những năm gần đây các học giả như Thi Tú Nga, Vương Dục Tế tiến hành nghiên cứu về sự việc này và cho rằng đấy là do chính Tống Thái Tông đã ngụy tạo ra câu chuyện.
Sau khi qua đời, bà được đặt thuỵ là Minh Hiến Hoàng thái hậu (明憲皇太后), an táng vào Vĩnh An lăng (永安陵), thần chủ thăng vị lên Thái miếu. Năm Càn Đức thứ 2 (964), cải thuỵ là Chiêu Hiến Hoàng thái hậu (昭憲皇太后).

## Hậu duệ
1. Triệu Khuông Tế [趙劻濟], chết yểu, thụy Ung vương (邕王).
2. Triệu Khuông Dẫn [趙劻胤], tức Tống Thái Tổ.
3. Triệu Khuông Nghĩa [趙劻乂], tức Tống Thái Tông.
4. Triệu Khuông Mỹ [趙匡美; 947 - 984], thụy Phù Điệu vương (涪悼王).
5. Triệu Khuông Tán [趙匡贊], chết yểu, thụy Kì vương (岐王).
6. Yên Quốc Trưởng công chúa [燕國長公主; ? - 973], hạ giá lấy Mễ Phúc Đức (米福德), sau tái giá Cao Hoài Đức. Thời Tống Huy Tông, cải tặng Cung Ý Đại Trưởng Đế cơ (恭懿大長帝姬).
7. Trần Quốc Trưởng công chúa [陳國長公主], mất sớm. Thời Tống Huy Tông, cải tặng Cung Hiến Đại Trưởng Đế cơ (恭獻大長帝姬).